# In ogni luogo
In ogni luogo è un album dei Finisterre pubblicato nel 1999.

## Tracce
1. Tempi moderni – 4:56
2. Snaporaz – 6:41
3. Ninive – 3:57
4. In ogni luogo – 3:22
5. Coro elettrico – 7:12
6. Le città indicibili – 3:13
7. Agli amici sinestetici – 5:22
8. Continuita'dilaraneltempo – 8:31
9. Peter's house – 3:48
10. Wittgenstein mon amour – 3:00